# Digimon Adventure 02
Digimon Adventure 02 (デジモンアドベンチャー 02, Dejimon Adobenchā Zero Tsū), comunmente referido como Digimon: Digital Monsters 2, é uma série de anime infantil produzida pela Toei Animation. É a segunda série da franquia Digimon, na qual a história se baseia nos três anos seguintes da temporada anterior, Digimon Adventure. O anime foi ao ar no Japão entre 2 de abril de 2000 e 25 de março de 2001.
A dublagem em inglês foi produzida pela Saban Entertainment, indo ao ar na América do Norte entre 19 de agosto de 2000 e 19 de maio de 2001. A série foi sucedida por Digimon Tamers, que pertence a outra continuidade e não possui ligações com as duas primeira temporadas de Digimon. A história das duas primeiras temporadas de Digimon continua em Digimon Adventure tri.(sequência essa descanonizada em 2023)
No Brasil, estreou 1 ano após a transmissão da primeira temporada na Rede Globo, indo ao ar na até então recente TV Globinho e na Fox Kids. Também foi reprisado na Rede Globo, voltar ao ar na em 1º de abril de 2006 a vai até em 10 de março de 2007 na TV Globinho alguns anos depois.
Em Portugal, estreou na SIC em 6 de outubro de 2001 e 3 anos mais tarde e em 2012 no Canal Panda.

## História
1° Saga (episódios 1-21)
Três anos após os acontecimentos de Digimon Adventure, o Digimundo começa a ser atacado por um homem misterioso que se auto-proclama o Imperador Digimon. Esse rapaz é responsável por escravizar e dominar os Digimons com Anéis Negros, enquanto constrói Torres Negras, as quais impedem a DigiEvolução. Para o deter, três novos digiescolhidos, Davis, Yolei e Cody, junto com os agora adolescentes, T.K. e Kari, ganham um novo tipo de Digivice, chamado de D3, que lhes permitem abrir um portal para serem transportados para o Digimundo de qualquer computador. Além disso, recebem o D-Terminal, que com a presença do DigiOvo, é capaz de evoluir Patamon e Tailmon e os novos digimons, Veemon, Hawkmon e Armadillomon. Eventualmente, eles descobrem que o Imperador Digimon é, na verdade, Ken Ichijouji, graças ao sacrifício de Wormmon, o parceiro de Ken.
2° Saga (episódios 22-37)
Com o Imperador Digimon derrotado, os digiescolhidos começam a ajudar os digimons a reconstruirem suas casas. Porém, Ken descobre que uma mulher misteriosa pode transformar as Torres Negras em criaturas semelhantes aos digimons. Embora Veemon, Hawkmon e Armadillomon possam digievoluir naturalmente, as Torres Negras se mostram mais fortes, até que Ken se junta ao grupo e, juntos, aprendem a digievolução por DNA. Assim, a mulher misteriosa revela ser uma humana-digimon, chamada Arukenimon, além de afirmar ser criadora do BlackWarGreymon. Apesar da criatura recusar a obedecer suas ordens, Arukenimon e Mummymon tiram vantagem dele para destruir as Pedras Sagradas, que impedem a mistura das barreiras dimensionais do mundo dos humanos e do Digimundo.
3° Saga (episódios 38-50)
Eventualmente, a batalha foi levada ao Mundo Real e Arukenimon e Yukio Oikawa descobrem esse fato. Apesar da interferência de Daemon e de suas forças, Oikawa extrai de Ken, os dados das sementes das trevas, um objeto responsável por Ken se tornar o Imperador Digimon e os copia em um grupo de crianças que queriam ter a grandeza que o Ken do mal tinha. Aquelas sementes se desenvolvem em flores que coletam a energia das crianças infectadas. Assim, os DigiEscolhidos enfrentam Oikawa e descobrem que ele é uma criatura solitária, desde que seu único amigo no mundo, Hiroki Hida, pai de Cody, faleceu e que suas ações eram para que ele pudesse entrar no DigiMundo.
Então, é revelado como Oikawa tentou fazer seu caminho para o Mundo Digital e mostra que ele era apenas um "base" para o verdadeiro mentor disso, Myotismon, da primeira temporada, agora renascido como MaloMyotismon. Assim, depois de uma longa batalha com a ajuda dos DigiEscolhidos de todo mundo, os DigiEscolhidos japoneses destroem MaloMyotismon. Mesmo a posse do digimon do mal estando enfraquecida, Oikawa sacrifica sua existência física e  retorna ao DigiMundo. Assim, agora que ele possui um espírito pacífico, torna-se, desse modo, guardião do Digimundo. Depois de 25 anos desses acontecimentos, os seres humanos e os Digimons vivem juntos em harmonia.

## Personagens

### Principais
Davis Motomiya (本宮 大輔, Motomiya Daisuke)
Dublador: Reiko Kiuchi (Japão), Bruno Pontes (Brasil), Tobias Monteiro (Portugal)
O novo líder dos Digiescolhidos. Tem 11 anos de idade. Como o Tai da primeira temporada, ele é bastante corajoso, porém muito teimoso e impulsivo. Além disso, como o veterano, joga futebol. Ele tem uma queda por Kari, o que impulsiona uma rivalidade com T.K., devido a forte amizade existente entre os dois. Ele possui os Digiovos da coragem, amizade e milagre e seu parceiro é Veemon.
Yolei Inoue (井ノ上 京, Inoue Miyako)
Dubladora: Rio Natsuki (Japão), Adriana Torres (Brasil), Paula Pais (Portugal)
Uma nova digiescolhida energética. Tem 11 anos de idade. Ela é teimosa e um pouco dramática. É bastante habilidosa na área de informática e conhecimentos técnicos como Izzy. Ela possui os Digiovos do amor e da sinceridade e seu parceiro é o descolado Hawkmon.
Cody Hida (火田 伊織, Hida Iori)
Dublador: Megumi Urawa (Japão), Gustavo Pereira (Brasil), Sónia Jerónimo (Portugal)
Tem 9 anos de idade e é o mais jovem dos novos Digiescolhidos, mas, apesar disso, é uma criança muito madura e pensa nas coisas com cuidado, como Joe, de Digimon Adventure. Ele possui os Digiovos da sabedoria e da confiança. Seu parceiro é Armadillomon, um digimon extremamente calmo e gentil.
Takeru 'T.K.' Takaishi (高石 タケル, Takaishi Takeru)
Dublador: Hiroko Konishi (Japão), Caio César (Brasil), Pedro Cardoso (Portugal)
Um dos oito Digiescolhidos de Digimon Adventure. Ele é o irmão mais novo de Matt. Agora possui 11 anos de idade. Com o tempo, aprendeu a ser mais sensato nas situações perigosas. Ele possui o Digiovo da esperança e seu parceiro digimon é o cativante Patamon.
Kari Kamiya (八神 ヒカリ, Yagami Hikari)
Dubladora: Kae Araki (Japão), Indiane Christine (Brasil), Sofia Brito (Portugal)
Uma dos oito Digiescolhidos de Digimon Adventure. Ela é a irmã mais nova de Tai. Agora possui 11 anos de idade. Kari se tornou mais extrovertida, otimista e confiante na segunda temporada. Ela possui o Digiovo da luz e sua parceira é a articulada Tailmon. Nesta temporada, é perseguida por criaturas misteriosas já que é a portadora da luz.
Ken Ichijouji (一乗寺 賢, Ichijōji Ken)
Dublador: Romi Park (Japão), Eduardo Dascar (Brasil), Paulo Alexandre Lage (Portugal)
Durante seu tempo como Imperador Digimon, Ken era indiferente e cruel, mas, depois, voltou a ser um menino normal e bondoso. Tem 11 anos de idade e é extremamente inteligente e efetivo em seus planos. Seu parceiro é o adorável e afetuoso Wormmon.

### Antigos Digiescolhidos
Como Digimon 2 é uma continuação da primeira temporada, ela possui a participação dos antigos Digiescolhidos. Embora sobrecarregados com suas novas responsabilidades, o anterior grupo de Digiescolhidos fornece uma ajuda de vez em quando aos novatos.
Tai Kamiya (八神　太一, Yagami Taichi)
Dublador: Toshiko Fujita (Japão), Luiz Sérgio Vieira (Brasil), Michel Simeão (Portugal)
Foi o líder anterior dos Digiescolhidos e é o irmão mais velho de Kari. Ele está na oitava série e joga futebol nas horas vagas.
Matt Ishida (石田　ヤマト, Ishida Yamato)
Dublador: Masami Kikuchi (Japão), Paulo Vignolo (Brasil), Michel Simeão (Portugal)
É o irmão mais velho de T.K. e está na oitava série. Ele tem sua própria banda de rock, conhecida como Teenage Wolves. A irmã de Davis tem uma queda por ele.
Sora Takenouchi (武之内 空, Takenouchi Sora)
Dubladora: Yuko Mizutani (Japão), Priscila Amorim (Brasil), Sónia Jerónimo (Portugal)
Está na oitava série. Entrou para a equipe de tênis.
Izzy Izumi (泉 光子郎, Izumi Kōshirō)
Dublador: Umi Tenjin (Japão), Rodrigo Antas (Brasil), Paulo Duarte Ribeiro (Portugal)
Bastante inteligente e pensador lógico, suas habilidades de computação são indispensáveis para os novos Digiescolhidos. Está na sétima série.
Mimi Tachikawa (太刀川 ミミ, Tachikawa Mimi)
Dubladora: Ai Maeda (Japão), Erika Menezes (Brasil), Sónia Jerónimo (Portugal)
Atualmente, vive em Nova Iorque. Mesmo assim, às vezes visita os outros, por avião ou pelo DigiPortal. Está na sétima série.
Joe Kido (城戸 丈, Kido Jō)
Dublador: Masami Kikuchi (Japão), Hermes Baroli (Brasil), Nuno Loureiro (Portugal)
Devido ao seu trabalho duro, Joe frequenta uma escola particular. Agora, ele está no ensino médio e começou a estudar para um exame de entrada para a faculdade e usa seu tempo livre para ajudar os outros, sempre que possível.

### Vilões
- Imperador Digimon (EP.1-21): No começo da temporada, o Imperador Digimon tinha posições cruéis e escravizava os digimons a todo momento, a fim de tomar posse de todo o Digimundo. Na verdade, ele era Ken, que foi possuído pelo digivices das Trevas e por Arukenimon. Quando Wormmon se sacrifica para Magnamon destruir Kimeramon, ele volta a ser Ken e se alia aos digiescolhidos. Paulo Alexandre Lage (Portugal), Eduardo Dascar (Brasil)
  - MetalGreymon (EP. 9-11): Dominado pelo Imperador Digimon, o Agumon de Tai é forçado a digievoluir para derrotar as novas crianças escolhidas, mas Lightdramon consegue fazê-lo voltar ao normal.  Michel Simeão (Portugal), Manolo Rey (Brasil)
  - Kimeramon (EP. 19-21): Bastante deformado e composto por pedaços de outros digimons, Kimeramon é um digimon sem consciência e tratado como serviçal pelo Imperador, contanto que tenha que destruir coisas. É destruído por Magnamon.

- Arukenimon (EP.24-48): Uma digimon meio aranha e meio mulher, Arukenimon era companheira de Mummymon e tinha uma personalidade bastante mandona e carismática, cativando até quem a assiste. Foi obra de um humano, tendo resquícios do mesmo e tendo como objetivo colher o poder das trevas. Foi morta ao lado de Mummymon por Malomyotismon. Sofia Brito (Portugal), Maria Helena Pader (Brasil)
  - Mummymon (EP.29-48): Um digimon meio múmia e meio homem, Mummymon era companheiro de Arukenimon e era bastante maltratado por Arukenimon, mas era apaixonado por ela não importa como. Bastante engraçado e fiel à Arukenimon, fazia qualquer coisa contanto que tenha sua amada por perto. Também sabe dirigir melhor que ninguém. Foi morto ao lado de Arukenimon por Malomyotismon. Nuno Monteiro (Portugal), Nestor Chiesse & Samir Murad (Brasil)
  - BlackWargreymon (EP.30-37, 46-47): Criado apenas para destruir tudo a seu caminho, BlackWargreymon era bastante emotivo e se perguntava o sentido de sua vida. Já atrapalhou bastante as crianças, mas arrependido ajudou-as contra as forças do mal. Foi destruído por Oikawa que estava possuído por Myotismon. Paulo Duarte Ribeiro (Portugal), Maurício Berger (Brasil)
- Yukio Oikawa (EP.38-50):  Possuído por Myotismon. Bastante depressivo, Yukio era amigo do falecido pai de Cody e isso o fazia se aproximarem cada vez mais. Embora suas intenções fossem maldosas, chegou a ajudar no fim de tudo. Nuno Monteiro (Portugal), Duda Ribeiro (Brasil)
- Demon (EP. 43-45): Um dos sete lordes demônios, Demon é um digimon das trevas bastante poderoso e não chegou a ser derrotado pelas crianças. Ele invadiu o mundo humano com servos em busca das trevas. Foi Mandando por Imperialdramon Modo Guerreiro, Shakkoumon e Silphymon para o Mundo de Dragomon. Paulo Duarte Ribeiro (Portugal), Guilherme Briggs (Brasil)
- SkullSatamon (EP.43): SkullSatamon é um digimon das trevas com ataques assassinos e destrutivos. Já atrapalhou as crianças sempre que pôde. Tratado como capanga. Foi destruído por Imperialdramon. (Michel Simeão)
- LadyDevimon (EP.43-44): Aparentemente renascida (sendo a mesma da primeira temporada), LadyDevimon volta, mas desta vez vai espalhar caos no mundo humano e mais uma vez provocou Kari e sua digimon. Foi destruída por Silphymon. (Sónia Jerónimo)
- MarineDevimon (EP.43-44): MarineDevimon é um pouco mais destrutivo que Devimon e possui um poder marinho de escala maior. Assim como SkullSatamon e LadyDevimon, foi ao mundo humano servindo Demon. Foi destruído por Shakkoumon. (Pedro Cardoso)
- MaloMyotismon (EP.48-50): O mesmo Myotismon da temporada passada, ele revela ter ficado por trás de tudo e apareceu nos últimos momentos da temporada, matando quem ele podia, até mesmo seus próprios aliados, como de costume. Foi destruído por Imperialdramon Modo Guerreiro com a ajuda dos digivices de todos os digisescolhidos.  Michel Simeão (Portugal), Ednaldo Lucena (Brasil)

### Família dos Digiescolhidos
Jun Motomiya (本宮 順) - Sónia Jerónimo (Portugal), Fernanda Crispim (Brasil)
É a irmã mais velha do Davis. É apaixonada por Matt, porém desiste dele, quando percebe que ele ama Sora. Assim, rapidamente se apaixona por Jim.
Momoe, Chizuru e Mantarou
As duas irmãs e o irmão de Yolei. Por serem quatro irmãos, eles disputam por atenção e trabalham numa loja de variedades, revezando o turno.
Hiroki Hida (火田 宏樹)
O falecido pai de Cody. Quando criança, ele era o melhor amigo de Yukio Oikawa e os dois tinham contato com o Digimundo através de vídeo games. Assim, prometeram a si mesmos que um dia iriam visitá-lo juntos. Porém, antes que isso pudesse acontecer, Hiroki se casou, teve Cody e virou um oficial da polícia. Ele acabou sendo morto por um tiro destinado a um Oficial do Governo, durante o cumprimento de um dever, quando Cody tinha apenas 6 anos. Antes de falecer, Hiroki disse para Cody ser uma pessoa corajosa.
Chikara Hida (火田 千香良) - Michel Simeão (Portugal), André Belizar (Brasil)
O avô de Cody. Preocupado com o bem-estar de seu filho, ele proibiu Hiroki de entrar em contato com o Digimundo e de passar o tempo com Yukio. No presente, ele é professor de kendo de Cody e sua figura paterna. Com o tempo, ele percebe o erro que cometeu ao tentar acabar com a amizade entre Yukio e Hiroki.
Kotomi Hida (火田 琴美) - Paula Pais
A mãe de Cody. Preocupa-se bastante com a ausência do filho, quando ele está no Digimundo, mas é acalmada pelo avô do mesmo.
Osamu Ichijouji (一乗寺 治) - Nuno Loureiro
Falecido irmão mais velho de Ken. Quando Ken era pequeno, Osamu era um estudante bastante dedicado e tinha a maior parte da atenção. Ele era bastante cruel e tratava Ken com frieza e autoridade. Um dia, Ken desejou que ele fosse embora, porque estava com ciúmes. Nesse mesmo dia, Osamu foi atropelado por um carro e morreu.
Haruhiko Takenouchi (武之内 春彦)
O pai de Sora. Ele é um professor universitário que estava em Kyoto durante o verão de 1999. Estudando a aventura que sua filha passou, Haruhiko começou a pesquisar sobre o Digimundo com Jim, irmão de Joe, que é um dos seus alunos. Yolei e Hawkmon encontraram-se com os dois durante sua viagem de classe para Kyoto e Haruhiko lhe explicou algumas de suas teorias.
Shu Kido (城戸 修) e Shin Kido (城戸 信)
Irmãos de Joe, ambos são estudantes universitários de Kyoto. Ambos são respeitados e admirados por Joe.

### Outros aliados
- Gennai (EP. 26-27, 39-42, 49-50 ) - Nuno Loureiro (Portugal), Alexandre Moreno (dublador) (Brasil)

Um homem feito de dados que serve como mentor aos Digisescolhidos. Ele aparece primeiramente ensinando os Digiescolhidos sobre a Digivolução de DNA. Posteriormente ele retorna ajudando os Digisescolhidos mundiais a destruírem as Torres Negras dividindo seu corpo em várias réplicas de si mesmo e mais jovem também. Depois presencia a luta dos Digisescolhidos contra Malomyotismon.
- Digitamamon (EP.14, 36-37) - Michel Simeão

O mesmo Digitamamon que enfrentou WereGarurumon na série anterior, retorna novamente com um novo restaurante. É possuído pelo Anel Negro, mas volta ao normal com a ajuda de Shurimon. Depois, ele aparece novamente com um novo ajudante, o Tapirmon trabalhando em um restaurante de comida chinesa.
- Michael (EP. 14, 40) - Nuno Loureiro

Um amigo de Mimi, também vindo dos Estados Unidos. Ele foi uma das várias crianças que se tornaram Digiescolhidas após os ataques de Myotismon no passado. Seu parceiro é um Betamon capaz de Digivolver para um Seadramon. Yolei mostrou uma grande paixão por ele na primeira vez que o viu. Na dublagem brasileira ele teve seu nome alterado para Willis na sua primeira aparição (aludindo um personagem que aparece no filme), porém foi revertido de volta para a versão original passando a ser chamado de Michael William, tendo Willis como uma espécie de apelido.
- Azulongmon (EP. 37): É um guardião e governante do Digimundo no hemisfério do oeste, baseado na lenda chinesa do Dragão azul, tem o poder do trovão e da luz.

## Mídia

### Anime
No Japão, Digimon Adventure 02 foi ao ar na Fuji TV entre 2 de abril de 2000 e 25 de março de 2001. A empresa Saban Entertainment produziu a versão em inglês da série, que foi transmitida pela Fox Kids nos Estados Unidos e pela YTV no Canadá, entre 19 de agosto de 2000 e 19 de maio de 2001. A versão japonesa do anime foi transmitida com legendas em inglês pelo Crunchyroll em 2008, seguido pela Funimation Entertainment, em abril de 2009. Um box de DVD com a dublagem em inglês foi lançado na América do Norte pela New Video em 26 de março de 2013.

#### Trilha sonora
O tema de abertura é "Target ~Akai Shōgeki~" (ターゲット～赤い衝撃～, Tāgetto ~Akai Shōgeki~, "Alvo (Impacto Vermelho)") por Kōji Wada e o primeiro tema de encerramento é "Ashita wa Atashi no Kaze ga Fuku" (アシタハアタシノカゼガフク, "Amanhã o Meu Vento Soprará") por AiM. Ambos foram lançados como singles em 26 de abril de 2000 e mais tarde foram relançados em formato maxi single em 1 de agosto de 2004. O segundo tema de encerramento é "Itsumo Itsudemo" (いつもいつでも, "Sempre, a Qualquer Momento"), também cantado por AiM, lançado em uma versão limitada em 25 de outubro de 2000. Ao decorrer da série, outras canções foram inseridas, entre elas "Break Up!", "Brave Heart" e "Beat Hit!", cantadas por Ayumi Miyazaki, "Boku wa Boku Datte" (僕は僕だって, "Eu Sou Eu, Depois de Tudo") por Kōji Wada e "Bokura no Digital World" (僕らのデジタルワールド, Bokura no Degitaru Wārudo, "Nosso Mundo Digital") por todas as estrelas de Digimon, contando com a participação de  Kōji Wada e AiM.

### Filmes
O primeiro filme para Digimon Adventure 02 e o terceiro da série Digimon é Digimon Adventure 02: Digimon Hurricane Touchdown!! / Supreme Evolution!! The Golden Digimentals (デジモンアドベンチャー02: デジモンハリケーン上陸 / 超絶進化！！ 黄金のデジメンタル, Dejimon Adobenchā Zero Tsū: Dejimon Harikēn Jouriku!! / Chouzetsu Shinka!! Ougon no Digimentaru). Conhecido no Brasil como Evolução Suprema! Os Digiovos Dourados!, foi lançado no Japão em 8 de julho de 2000 e nos Estados Unidos em 6 de outubro de 2000. O segundo filme foi Digimon: The Movie, lançado nos Estados Unidos e no Canadá pela Fox Kids em 6 de outubro de 2000. Ele consiste na união dos três primeiros filmes da saga, ou seja, Digimon Adventure's, Digimon Our War Game e Golden Digimental / Supreme Evolution. O último filme, Digimon Adventure 02: Diaboromon Strikes Back (デジモンアドベンチャー02: ディアボロモンの逆襲, Dejimon Adobenchā Zero Tsū: Diablomon no Gyakushuu), conhecido no Brasil como A Vingança de Diaboromon, foi lançado no Japão em 3 de março de 2001 e nos Estados Unidos em 5 de agosto de 2005.

### Drama CD
Michi e no Armor Shinka (未知へのアーマー進化, Evolução Guerreira até então desconhecida) é o primeiro rádio drama  de Digimon Adventures 02.[carece de fontes?] Ele foi lançado em 7 de fevereiro de 2001[carece de fontes?] e foi feito especialmente ao Dia dos Namorados. A história do drama começa com Davis tentando mudar sua aparência, imitando vários DigiEscolhidos, para que as garotas comecem a gostar dele. Enquanto isso, Kari, Mimi e Sora são raptadas por Boltmon. O digimon apenas quer um coração e Pukumon tira vantagem desse fato para destruir os DigiEscolhidos. Pucchiemon de Ken conversa com Boltmon e as crianças, posteriormente, lutam contra seu mandante, o Pukumon. Joe sem querer se choca com as crianças, fazendo-as caírem no chão e, consequentemente, misturarem seus D-Terminais. Isso faz com que elas usem os DigiOvos errados, ocasionando um novo Modo Guerreiro Digimon, que derrotou Pukumon.
Em 7 de março de 2001, foi lançado o segundo drama CD de Digimon Adventures 02, intitulado Ishida Yamato Tegami -Letter- (石田ヤマト 手紙-Letter-, Ishida Yamato Tegami -Carta-).[carece de fontes?] A história começa quando Matt recebe uma uma fita de uma garota.  Ela fará uma operação de alto risco em seus olhos e está com medo, porque pode ficar cega, caso a operação não seja bem sucedida. Matt, que não sabe o que fazer para animá-la, recebe conselhos de Gabumon, Sakurada (uma das ajudantes de seu pai) e de um senhor, que conhece as fronteiras dos oceanos. Assim, Matt escreve a canção "Tobira~door", para lhe dar coragem e apoio, além de dizer que sempre estará lá para ela, não importa o que aconteça. No final, ele recebe outra fita dela, agradecendo pelo apoio e dizendo que a operação ocorreu bem. Também diz que não vê a hora de tirar as ataduras, para que um dia, juntos, possam ver o mar, onde ele escreveu a canção para ela.
Feita especialmente para o verão de 2003,  a história da terceira rádio drama lançada,  Natsu e no Tobira (夏への扉, A Porta para o Verão), se passa em Nova York, onde Davis e DemiVeemon se encontram com Mimi, Willis e Gummymon. No entanto, sem um aviso prévio, toda cidade está sofrendo com um inverno estranho e se torna deserta. As crianças escutam uma voz e veem vagalumes, antes de se encontrarem com uma garota sem nome, a quem Davis apelida de "Nat-chan", da palavra japonesa "verão". Nat-chan demonstra afeição por Davis, porém o grupo não sabe que, na verdade, ela é um enorme Digimon, que se transforma em uma pessoa humana usando os "vaga-lumes", os quais, na verdade, são dados de chips, que corrompem seus dados. Davis percebe que Nat-chan estava sozinha e que só queria ser uma parceira Digimon de algum DigiEscolhido. Infelizmente, Nat-chan morre e volta a ser um Digitama, porém Davis e os outros decidem ajudá-la a encontrar seu verdadeiro parceiro.
 Digimon Adventure 02: Original Story 2003nen -Haru- (デジモンアドベンチャー02 オリジナルストーリー 2003年-春-, Original História de Digimon Adventure 02: 2003 -Primavera-) foi lançado em 23 de abril de 2003 e é o último drama CD dedicado a segunda temporada de Digimon.[carece de fontes?] Esse rádio drama mostra as mudanças que os DigiEscolhidos e seus parceiros sofreram ao decorrer da série.
- Na faixa de Davis, Óculos, ele reflete sobre os óculos que o Tai deu a ele, o que eles simbolizam e o que lhe faz um bom líder.

- Na faixa de T.K., Conforme Digito no Teclado, ele começa a escrever sobre suas aventuras no Digimundo e expressa seus sentimentos de como é ser um DigiEscolhido em geral. É dito que o livro do T.K. teve sua publicação adiada, pois ele queria ser capaz de escrevê-lo objetivamente.

- Na faixa de Cody, Uma Visita ao Túmulo, ele leva Armadillomon para visitar o túmulo de seu pai. Eles conversam sobre os sacrifícios que Oikawa e outros fizeram. Cody faz uma promesa para começar a tentar entender por que o mal tenta assumir o controle de certas pessoas e, assim, tenta  evitá-lo no futuro.

- Na faixa de Yolei, Eu me Tornei uma Estudante do Ensino Médio, ela fala como está sendo se tornar uma garota do ensino médio. Assim, ela fala de suas tentativas de formar uma banda musical, seus sentimentos crescentes por Ken e sua nova obsessão por chá preto.

- Na faixa de Ken, Luz da Primavera, ele relembra de seu irmão, os erros do seu passado e o quão feliz e agradecido ele é por quem é agora.

- Na faixa de Kari, Curso Introdutório de Hikari para os Parceiros, ela começa gravando um vídeo aula para os novos DigiEscolhidos, de como se comportar e agir com seus parceiros Digimons. Kari também fala de algumas de suas experiências ao lado de Tailmon e no Mundo Digital. No final da faixa, é revelado que a irmã de Davis, as irmãs mais velhas de Yolei e o irmão mais velho de Joe, tornaram-se, recentemente, DigiEscolhidos e precisam de ajuda no Mundo Digital. Kari e os outros, então, começam a ajudá-los em suas aventuras. Assim, a vídeo aula da Kari mais tarde se tornou surpreendentemente útil.